# Historia de Chad
Este artículo amplía sobre la historia de Chad, África.

## Período precolonial

### Prehistoria
Un cráneo humanoide encontrado en Borkou tiene más de 3 millones de años de antigüedad. Debido a que en tiempos ancestrales el área sahariana no era completamente árida, la población de Chad se encontraba distribuida en forma mucho más pareja que en la actualidad. Por ejemplo, 7000 años atrás, la cuenca central del norte, actualmente en el Sahara, se encontraba aún cubierta con agua y la gente vivía y cultivaba alrededor de sus costas. Las pinturas rupestres en Ennedi muestran elefantes, rinocerontes, jirafas, ganado y camellos; solo los camellos sobreviven allí en la actualidad.
Alrededor del año 800, un grupo que sería el resultado del mestizaje de las poblaciones del sur y las del norte, impulsadas por la desertificación del Sahara, fundó, en la frontera nororiental del lago Chad, el reino de Kanem. Éste se desarrolló, en detrimento de la civilización de San, gracias al control del comercio sahariano en el Mediterráneo y la trata de esclavos, enviado a Fezzan y Trípoli. 
En el siglo XI, sus gobernantes se convirtieron al Islam. Extienden, en el siglo XIII, su dominación hasta Bornu (en la actual Nigeria), Fezzan y Ouaddai, hacia el río Nilo. Así formaron el imperio Kanem-Bornu. Las conquistas llevadas a cabo durante los siguientes dos siglos permitieron extender el imperio en el oeste hasta el río Níger y en el este hasta el reino de Ouaddai.
En el siglo XIV, las guerras contra el pueblo de Boulala en el sur obligaron a los Mai a dirigirse al oeste hasta Bornou. Los siguientes Mayi restauraron el imperio, y bajo Ali Ghaji, la ciudad de Ngazargamu fue elegida como la nueva capital.
En el siglo XVI, el imperio se expandió y vio aumentar su poder, especialmente durante el reinado de Idris III Alaoma (ca 1571-1603), quien adquirió armas de fuego proporcionadas por los turcos otomanos del norte de África. En lenguaje moderno, el primer genocidio en la historia de Chad fue el de los pueblos de San. Es bajo el reinado de Idriss III Alaoma que serán convocados para islamizar. Su negativa fue sancionada por un severo exterminio. Los que lograron escapar huyeron a las montañas (Guéra, Borkou, Ennedi, Tibesti, Mandara) o a las islas del lago Chad o los lagos Toupouri.
El imperio declinó una vez más en el siglo XVIII, debido en particular a la infiltración de peules desde el Occidente. Luchó contra la embestida de Osman Dan Fodio entre 1808 y 1809 y finalmente fue absorbido por los ouaddenienses en 1846.

### Islamización
En el Norte, el islam está atestiguado desde el siglo XII como una religión en los reyes de Kanem-Bornou, luego en el reinado de Baguirmi a finales del siglo XVI, y finalmente en el reinado de Ouaddai en el siglo XVII.

### Edad Media
La región fue conocida por los mercaderes y geógrafos a fines de la Edad Media. A partir de entonces, Chad ha servido como un cruce de caminos para los pueblos musulmanes del desierto y las regiones de la sabana habitadas por las tribus animistas bantú hasta llegar a los bosques tropicales.

### Edad Moderna
El pueblo sao vivió a lo largo del río Chari durante miles de años, pero sus gobiernos relativamente débiles fueron tomados por los poderosos jefes de lo que se convertiría luego en los reinados de Kanem-Bornu (siglo XIV-XIX) y Baguirmi. En su mayor esplendor, estos reinados y el reinado de Ouaddai controlaron una buena parte de la actual Chad, así como partes de Nigeria y Sudán. Desde el siglo XVI hasta el siglo XX fueron comunes los asaltos de esclavos árabes.

## Exploración  y conquista del Chad por los europeos
El proceso de exploración se inició a fines del siglo XVIII por el escocés Hugh Clapperton (1788-1827), el primer explorador en embarcarse en la aventura. Llegó al lago Chad donde se estableció.   
Luego viene el alemán Honnemann, que reconoce e identifica el lago Chad con un nombre actual en 1801. 
Después de él, el inglés Dixon Denham salió de Trípoli en 1821 para llegar al lago Chad. Él era quien conocía esta parte de Nigritia en Europa por sus publicaciones. Es el primero en haber trazado los contornos con precisión. 
Desde 1851 hasta 1852, Julius Rudolph Theodor Vogel, otro alemán. Descubre los lagos Toupouri, en el Mayo-Kebbi. 
Del mismo modo, Heinrich Barth (1821-1865) fue quien viajó a casi todas las regiones de África Negra. Es Barth quien en 1854 acompaña al Sultán de Bornou en su expedición en el país de Mousgoum. Barth nombra el país de Mousgoum, la Holanda africana, debido a la abundancia de pantanos y ríos. Continuó su viaje a Djogoïdi cerca de Yagoua en el norte de Camerún y reconoció, por primera vez, las cabeceras de Benue.
En 1874, Gustav Nachtigal acompaña a Mbang Gaourang Abu Seikin de Baguirmi en campaña en el Goulaï de Kimré. Kimré fue anteriormente una aldea habitada por los Gabri. Firmó tratados de protectorado con los jefes de Douala alrededor de 1874 y llegó a la región del Lago Chad, especialmente en el lado nigeriano de Ouaddai.

## Inicio de la ocupación francesa
La ocupación de lo que actualmente es el Chad, fue lenta y cuestionada por las dificultades de acceso. En efecto recién en la década de 1890 se conocen suficientemente los accesos fluviales como el río Congo, el valle del Oubangui, y otros cursos fluviales de la región, para establecer puntos de apoyo fijos, para explorar el territorio.
Se establecieron tres vías de acceso a la zona del lago Chad:
- El eje Níger-Benue por la Nigeria y el Camerún. El río Benue es el principal afluente del río Níger. El río Benue tiene como afluente el río Mayo Kébbi, que lo conecta con el río Logone (parte del sistema del lago Chad) durante las inundaciones, este hecho facilitael uso de esta vía de acceso al Chad. Esta vía de penetración redujo sensiblemente el tiempo necesario para llegar al Chad desde, por ejemplo Burdeos de 5 meses, por la vía del sur a solo 70 días; sin embargo no llegó a consolidarse porque, para su accesibilidad se dependía de otras potencias, como los británicos para transitar por Níger y de los alemanes para transitar por el Camerún.
- La vía por el norte: Niamey - Zinder - Lago Chad. De Niamey a Zinder se tiene una distancia en línea recta de 743 km; y de esta hasta el Lago Chad una distancia de 500 km en línea recta, pero alargando un poco el recorrido se puede utilizar una parte del río estacional. Esta ruta que en principio parecía poco razonable a causa de las distancias terrestres a ser recorridas, fue sin embargo tomada en consideración ya que, por las condiciones ambientales y topográficas se podía utilizar la caravanas de caballos, asnos y dromedarios, sustituyendo el transporte humano de mercaderías. Finalmente fue la inseguridad y los frecuentes asaltos de bandas armadas que hicieron abandonar esta vía de ingreso.
- La vía por el sur: Brazzaville - Leopoldville - Bangui - Fuerte Possel - Fuerte Crampel - Fuerte Archambault. Esta vía de penetración es la que se demuestra la menos mala, a pesar de los 150 km donde se requiere el servicio de cargadores humanos; en efecto los 500 km, donde se requierían transporte en caravanas, entre Loango - Brazzaville fue sustituida a partir de 1898, por un ferrocarril, que transportaba la mayoría de las cargas.[3]

## Colonialismo francés
Los franceses penetraron en Chad por primera vez en 1891, estableciendo su autoridad a través de expediciones militares, principalmente contra los reinos musulmanes. La batalla colonial decisiva para Chad fue librada el 22 de abril de 1900 en Kousseri (actual Camerún) entre el mayor francés Lamy y el líder africano Rabah Zobeir, ambos muertos en combate. A pesar de resultar victoriosa, Francia no declaró el territorio pacificado hasta 1911 y la resistencia armada continuó durante muchos años.
En 1905 la responsabilidad administrativa de Chad fue puesta en manos de un gobernador-general ubicado en Brazzaville en lo que es actualmente la República del Congo. A pesar de unirse Chad a las colonias francesas de Gabón, Oubangui-Chari y Congo Medio para formar la federación de África Ecuatorial Francesa en 1910, no obtuvo estatus colonial hasta 1920. La región norte de Chad fue ocupada por Francia en 1914.
Durante la Segunda Guerra Mundial Chad fue la primera colonia francesa en unirse a los aliados (26 de agosto de 1940) bajo la administración de Félix Éboué, el primer gobernador colonial negro de Francia. Luego de un referéndum sobre autonomía territorial (28 de septiembre de 1958), el África Ecuatorial Francesa fue disuelta y sus cuatro estados constituyentes fueron transformados en miembros autónomos de la comunidad francesa (28 de noviembre de 1958). 

## Independencia y guerra civil

### Presidencia de Tombalbaye
Chad es uno de los cuatro países del África Ecuatorial Francesa que lograron la independencia en 1960. Los otros tres son la República Centroafricana, Gabón y el Congo (Brazzaville). El proceso oficial de acceso a la independencia se realizó en las conferencias de Bangui (22 de febrero) y Fort Lamy (19 de mayo). El 4 de julio las cuatro colonias pidieron la independencia. El 12 de julio Michel Debré, por parte de Francia, y Françoise Tombalbaye, por parte chadiana, suscribieron los documentos correspondientes.
El 11 de agosto de 1960 Chad se convirtió en una nación independiente gobernada por su primer presidente, François N'Garta Tombalbaye. El primer gobierno del Chad independiente era una coalición. La población del país se dividía en dos grupos étnicos y religiosos, el norte musulmán y el sur dominado por la etnia sara. El Partido Progresista de Tombalbaye tenía su base en el sur. Por otro lado los norteños formaron varios partidos -Movimiento Socialista Africano, Unión Democrática de Independientes, Agrupación de Independientes y Campesinos, Acción Social y Unión Nacional- que se fusionaron en el Partido Nacional Africano. Éste tenía dos ministros en el gobierno, mientras que el Partido Progresista controlaba el resto de las carteras.
El puesto de vice primer ministro lo ocupaba Gabriel Francisco Lisette, oriundo de las Antillas -nacido en Panamá de padres antillanos- y que había sido primer ministro de la colonia y tres veces diputado en París en representación del Chad. Lisette no era apreciado por buena parte de la población, especialmente en el norte musulmán. Para intentar ganarse a la población, Tambalbaye aprovechó una visita oficial de Lisette a Israel para deponerlo del cargo de vice primer ministro y de la presidencia del Partido Progresista, al tiempo que se le prohibía regresar al país.
Tras la expulsión de Lisette, fueron readmitidos los dos ministros expulsados del Partido Nacional Africano. Durante la segunda mitad de 1960 las dos fuerzas iniciaron un proceso de aproximación.
El 20 de septiembre de 1960, Chad fue admitido en las Naciones Unidas. Chad votó en la Asamblea General en diciembre de ese mismo año en contra de obligar a Francia a permitir la supervisión de organismos internacionales en un referéndum sobre la independencia en Argelia. La política exterior chadiana bajo Tombalbaye se alineó principalmente con Francia y con una tendencia de cooperación con otros países de la zona. Así entró en 1962 en la Organización Africana y Malgache de Cooperación Económica, y la Unión Aduanera Ecuatorial.
En 1961 Tombalbaye continuó con el proceso de concentración de poder, unificando los dos grandes partidos, el Partido Progresista y el Partido Nacional Africano, en la Unión para el Progreso del Chad. Esta nueva fuerza detentaba 77 de los 83 escaños del parlamento. En el mismo año expulsó al presidente de la cámara, Ahmed Kotoko, acusado de participar en un compló para asesinar al presidente. Kotoko marchó a Camerún, de donde era originario. El proceso de consolidación de Tombalbaye en el poder continuó con medidas coactivas y presión desde las instituciones que ya controlaba. En 1962 el gobierno anunció haber descubierto un nuevo compló, cosa que sirvió para apartar del poder al alcalde de Fort Lamy, Toura Gaba, que fue condenado a trabajos forzados. Además en enero de ese mismo año disolvió todos los partidos políticos salvo el Progresista. Así en las elecciones del 4 de marzo este único partido obtuvo el 80% de los votos y todos los escaños del parlamento, el cual procedió el día 10 del mismo mes a reelegir a Tombalbaye como presidente. En enero de 1963 Tombalbaye propuso la proclamación oficial y permanente del régimen de partido único.
En marzo de 1963 el gobierno de Tombalbaye anunció el descubrimiento de una nueva conspiración. Los presuntos implicados procedían de la zona norte del país. Fueron detenidos, entre otros, Muhammad Abdel Kerim, presidente de la Asamblea Nacional; Abo Nassour, ministro del interior; Issa Alatchimi, subsecretario de la presidencia; y Alí Kosso, ministro de justicia.El ministro de asuntos exteriores, Djibrine Kherallah, presentó la dimisión. La Asamblea Nacional fue disuelta. Abo Nassour y el doctor Outel Bono fueron condenados a muerte. Otras 17 personas fueron condenadas a prisión y 73 más resultaron absueltas.
A principios de septiembre de 1963 se produjeron tensiones entre la musulmanes y no musulmanes. El gobierno ordenó la detención de tres personas acusadas de promover un movimiento de oposición: Kherallah, el exministro de asuntos exteriores; Jean Baptiste, exalcalde de Fort Lamy; y Ahmed Koulamallah, exjefe de gobierno. El día 16 una multitud musulmana se enfrentó a la fuerza pública en Fort Lamy para intentar evitar las detenciones, con un resultado de veinte muertos y veinticinco heridos. Koulamallah intentó llegar a Nigeria, pero las autoridades camerunesas lo detuvieron y entregaron a las chadianas.
El régimen de Tombalbaye mantenía una posición favorable a los intereses franceses. Pero en 1964 la Asamblea Nacional chadiana aprobó unánimemente una resolución el 28 de abril pidiendo la retirada de las tropas galas del país. Esta petición estaba relacionada con la actividad de algunos sindicalistas franceses, acusados de realizar propaganda antigubernamental. Hay que tener en cuenta que las elecciones del 22 de diciembre de 1963 había sido sobre listas de partido único, por lo que tanto el gobierno como el parlamento como la presidencia estaban totalmente controladas por el régimen. Sin embargo cuando en julio el presidente chadiano visitó París afirmó que no pensaba pedir la retirada de las tropas francesas, cuya presencia en Chad consideraba un garantía para la defensa exterior del país. En septiembre de 1964 el gobierno chadiano cifraba la presencia militar francesa en mil efectivos.
Un acuerdo de cooperación franco chadiano fue firmado en mayo de 1964, que trataba fundamentalmente de proporcionar formación técnica a ciudadanos de Chad.
En 1965 Francia retiró sus últimos destacamentos del país. Acordó un crédito de 650 millones de francos CFA para desarrollo agrícola y 240 millones para educación. En febrero Chad se unió a la Organización Común Africana y Malgache, dentro de su política de colaboración con Occidente. En marzo y julio Tombalbaye se reunió en París con De Gaulle.
En 1965 el gobierno chadiano incrementó diversos impuestos, estableciendo uno sobre el ganado. Como este era la principal forma de riqueza de los habitantes del norte del país, éstos se vieron particularmente perjudicados y se produjo una revuelta en Mangalme, en la que murieron diez funcionarios. La represión gubernamental produjo la muerte de 500 personas de la etnia nubu, a la que se acusaba de los hechos. Esta represión trajo a su vez nuevas protestas en el norte, con sus consecuentes represalias.
El 19 de noviembre de 1965 se detuvo a un nuevo grupo de mandatarios acusados de conspirar para dar muerte al presidente. Los detenidos incluían a tres ministros (Robert Delsia Soussia, Mahamat Baroud y Mahamat Goni) y cuatro miembros de la asamblea: presidente, vicepresidente y dos diputados. Las fuerzas políticas del norte tenían el apoyo de la República Árabe Unida y Sudán. El gobierno de Jartum había concedido asilo al autoproclamado Gobierno de la República Islámica de Chad y había proporcionado a sus dirigentes fondos y armas. En junio de 1965 el gobierno chadiano amenazó con romper relaciones con Sudán, pero el conflicto se resolvió temporalmente cuando el 1 de julio una misión sudanesa visitó Fort Lamy y prometió la expulsión de los exiliados. El 23 de febrero de 1966 se firmaron acuerdos entre Chad y Sudán en temas de comercio, comunicacione aéreas y tránsito fronterizo. Sin embargo las relaciones empeoraron y se produjeron dos choques fronterizos, uno enero con resultado de 20 muertos, y otro en julio, con 122. Hubo un tercer choque en septiembre. Durante el año el gobierno del Chad cerró la frontera.
El Frente Nacional para la Liberación del Chad (FROLINAT) se fundó el 22 de junio de 1966 como consecuencia de la represión de las protestas de 1965. Desde sus bases en el Tibesti y con el apoyo de la población musulmana del norte, perseguía acabar con el régimen de Tombalbaye.
En enero de 1966 entró en vigor la Unión Aduanera y Económica de África Central, según el acuerdo de diciembre de 1964 entre Chad, Gabón, Congo (Brazzaville), la República Centroafricana y Camerún. En 1968 Chad abandonaría la organización por su ineficacia.
Durante 1967 la principal preocupación para el régimen de Tombalbaye era la actividad de rebeldes que se infiltraban desde Sudán y que afectaba principalmente a las regiones fronterizas, como Ouaddaï, Salamat (56 muertos el 22 de febrero) y Batha (donde murieron once rebeldes). Las luchas culminaron en julio, cuando murió el dirigente rebelde Ibn Abatcha que había sido acusado de la muerte de un parlamentario y de un prefecto. El clima de inquietud en el interior llevó al arresto de un exministro y la expulsión de un periodista francés. En marzo las fuerzas de policía quedaron bajo la autoridad directa del presidente. La política interior tanto en 1967 como en 1968 siguió con la tónica habitual: las denuncias de constantes complós permitían la represión de todo oposición. Cuando en 1968 el gobierno anunció la creación de un sindicato único, se produjeron detenciones de sindicalistas.
Tombalbaye reelegido secretario general del Partido Progresista -el único permitido- en el sexto congreso del mismo, al que asistieron los presidentes de Níger y la República Centroafricana. El presidente nigerio Hamani Diori medió en el conflicto con Sudán por las violaciones fronterizas. El congreso impulsó una política de no alineación que se manifestó en los acuerdos con la Unión Soviética, el establecimiento de relaciones diplomáticas con Checoslovaquia, al tiempo que mantenía estrechos contactos con Francia.
En agosto de 1968 el gobierno chadiano solicitó el envío de tropas francesas debido a los problemas en la región de Aouzou y en el Tibesti, así como por las actividades de tráfico de armas hacia Biafra de las que se acusaba a los nómadas de estas regiones. Francia envió mil soldados y algunas aeronaves; el ejército chadiano se componía de 700 soldados de infantería y 200 de aviación en aquel momento.
En 1969 se desarrolló la elección presidencial. En abril el Partido Progresista anunció la candidatura de Tombalbaye a un nuevo septenato. En junio, fue reelegido con el 93% de los votos. No había más partidos legales ni más candidatos.
El 20 de enero de 1969 Tombalbaye reconoció la necesidad de efectuar reformas en el país. En aquel momento la presión de las actividades del FROLINAT en el norte estaba aumentando al punto de hacer que el gobierno chadiano pidiera a Francia un incremento de la presencia de tropas. Para 1970, las tropas francesas ascendían a 2500 efectivos entre paracaidistas y legionarios, y el ejército chadiano a otros 2500, más una pequeña fuerza aérea de 5 aparatos y 200 miembros. Se siguieron estas dos líneas de actuación, las reformas y la vía militar.
Se emprendieron acciones antiguerrilleras combinadas. Pese a ello la actividad de las guerrillas creció, haciendo inseguro el transporte por carretera más allá de las inmediaciones de Fort Lamy.
Los franceses también aportaron ayuda técnica y económica. En esta línea, la Comunidad Económica Europea facilitó una ayuda de 264 millones del francos CFA para aumentar la producción de algodón, una de las principales actividades económicas del país.
La intervención militar francesa resultó efectiva, pero tenía numerosos detractores en Francia. Por ello el presidente del gobierno francés, Jacques Chaban-Delmas, declaró que las tropas francesas abandonarían Chad una vez pacificado el territorio, fijando la fecha para mediados de 1971.
Respecto de las posiciones políticas de los bandos, Tombalbaye reconoció en 1970 que el alzamiento del norte tenía un carácter político; hasta entonces se le trataba como actos de bandidaje. El FROLINAT expresó que sus intenciones eran implantar la democracia y no dividir el país. Las relaciones internacionales de Chad se veían afectadas por la guerra civil. Así con Argelia y Libia empeoraron ya que estos países apoyaban al FROLINAT. Y la dependencia del Chad respecto de Francia en lo militar y económico era muy marcada.
Si en 1970 reconoció Tombalbaye que existía un enfrentamiento de origen político, en 1971 se reconoció la necesidad de un proceso de negociación. Por parte del FROLINAT, Abba Siddick, su líder, se negaba a negociar. Al tiempo, Tombalbaye proponía (30 de marzo, en el congreso del partido único) un proceso de reconciliación nacional, que inició con la liberación de algunos prisioneros políticos y la formación (23 de mayo) de un nuevo gobierno. Estas medidas no redujeron la presión opositora. Además Chad cortó sus relaciones diplomáticas con Libia el 27 de mayo, si bien la mediación del presidente de Níger, Diori, conseguiría que se restablecieran en abril de 1972. En ese mismo año se dieron las primeras acciones del FROLINAT en Fort Lamy y se informó de las muertes causadas por el conflicto desde abril de 1969: 3000 muertos, entre ellos cincuenta soldados franceses.
Una epidemia de cólera produjo 3000 muertes en 1971.
La mejora de la posición rebelde iba en detrimento de la de Tombalbaye. Le afectaba especialmente en dos aspectos. Dentro de sus propias fuerzas, se encontraba con contestación, como ocurrió con el intento de golpe de agosto de 1971 o la detención de ministros y exministros en agosto de 1972. Por otra parte afectaba a su relación con Francia. Las fuerzas armadas chadianas no podían derrotar a los rebeldes sin el apoyo militar francés, que era contestado en Francia. El 1 de septiembre de 1972 el general francés Edouard Cortadellas traspasó el mando de las fuerzas conjuntas al chadiano Félix Malloum, al considerar que la rebelión había sido dominada. También fueron expulsado algunos periodistas y técnicos franceses.
En 1973 las relaciones con Francia empeoraron aún más al denunciar el gobierno de Tombalbaye la excesiva influencia francesa en los asuntos nacionales. Fue entonces cuando se decidió abolir los nombres franceses del país: Fort Lamy pasó a ser N'Djamena (hispanizado en Yamena) y hasta el propio presidente sustituyó su nombre de pila, François, por N'Garta. Además Tombalbaye disolvió el partido único -Partido Progresista- y creó el Movimiento Nacional para la Revolución Cultural y Socialista.
Desde 1970 se venía sufriendo en África Occidental una intensa sequía. El secretario general francés de asuntos africanos, Jacques Foccart, se desplazó en 1974 a las capitales de los países afectados, pero se abstuvo de visitar Yamena debido a las acusaciones de intromisión del presidente Tombalbaye. Finalmente Francia acordó una importante ayuda a las zonas afectadas tras unas negociaciones bilaterales en que se suavizaron las posturas.
El 21 de abril de 1974 se produjo el secuestro en Bardaï el secuestro de dos ciudadanos germano occidentales y otros dos franceses, uno de ellos la etnóloga Françoise Claustre. Durante este secuestro los gobiernos alemán y francés negociaron directamente con la facción implicada del FROLINAT, pese a la oposición del gobierno chadiano.
Tombalbaye fue depuesto por un golpe de Estado militar el 13 de abril de 1975. En el golpe militar, dirigido por el general Odingar, murió el presidente Tombalbaye.

### Guerra civil
La larga guerra civil comenzó con la sublevación por los impuestos en 1965 y pronto enfrentó el norte y este musulmanes contra el gobierno controlado por los sureños. Aún con la ayuda de las fuerzas de combate francesas, el gobierno Tombalbaye se vio incapaz de detener la insurgencia. El gobierno de Tombalbaye se tornó más irracional y brutal, llevando a la milicia a poner en práctica un golpe en 1975 e instalar al general Félix Malloum, un sureño, como jefe de Estado. En 1978 el gobierno de Malloum fue ampliado para incluir más norteños. Disentimientos internos llevaron al primer ministro norteño, Hissène Habré a enviar sus fuerzas en contra del ejército nacional en la ciudad capital de Yamena en febrero de 1979. La guerra civil resultante entre las 11 facciones emergentes fue tan amplia que opacó casi completamente al gobierno central. En aquel punto otros gobiernos africanos decidieron intervenir.

La franja de Aouzou (rojo), reclamada y ocupada por Libia entre 1976 y 1987.

Una serie de cuatro conferencias internacionales, mantenidas primero bajo patrocinio nigeriano y luego de la Organización de la Unidad Africana (OAU), intentó unir las facciones chadianas. Durante la cuarta conferencia, mantenida en Lagos, Nigeria, en agosto de 1979, fue firmado el acuerdo de Lagos. Este acuerdo estableció un gobierno transitivo hasta la llegada de las elecciones nacionales. En noviembre de 1979 el Gobierno de Transición para la Unidad Nacional (GUNT) fue creado con un mandato para gobernar por 18 meses. Goukouni Oueddei, un norteño, fue nombrado presidente; el coronel Kamougue, un sureño, vicepresidente y Habré ministro de defensa. Esta coalición resultó ser débil; en enero de 1980 se reiniciaron las luchas entre las fuerzas de Goukouni y Habré. Con asistencia de Libia, Goukouni recobró el control de la capital y otros centros urbanos hacia el final del año. Sin embargo, la declaración de enero de 1981 de Goukouni según la cual Chad y Libia habían acordado trabajar por la realización de una unidad completa entre los dos países generó una intensa presión internacional. Goukouni debió hacer retroceder por completo a sus fuerzas en el exterior. La retirada parcial de Libia hacia la franja de Aouzou al norte de Chad liberó el camino para que las fuerzas de Habré entraran a Yamena en junio. Las fuerzas francesas y la fuerza de paz de la OUA de 3500 tropas nigerianas, sengaleses y zairianas (parcialmente financiadas por los Estados Unidos) permanecieron neutrales durante la duración del conflicto.
Habré continuó enfrentando oposición armada en varios frentes y fue brutal en la represión de oponentes sospechosos, masacrando y torturando a muchos durante su gobierno. En el verano de 1983, las fuerzas del GTUN lanzaron un ataque ofensivo contra posiciones del gobierno al norte y este de Chad con apoyo libio. En respuesta a la intervención directa de Libia, las fuerzas francesas y zairianas intervinieron para defender a Habré, empujando las fuerzas libias y rebeldes al norte del paralelo 16. En septiembre de 1984, los gobiernos francés y libio anunciaron un acuerdo para la mutua retrozas en Chad. Hacia el final del año todas las tropas francesas y zairianas fueron retiradas. Libia no honró el acuerdo y sus fuerzas continuaron la ocupación del norte de Chad.
Grupos comando rebeldes del sur (CODO) al sur de Chad fueron disueltos por masacres del gobierno en 1984. En 1985 Habré se reconcilió brevemente con algunos de sus oponentes más poderosos, incluyendo el Frente Democrático Chadiano y el Comité de Acción Coordinada del Consejo Democrático Revolucionario. Goukouni también comenzó a reunirse con Habré y gracias a su apoyo Habré expulsó las fuerzas libias de la mayoría del territorio chadiano. Un cese de hostilidades se mantuvo entre Chad y Libia entre 1987 y 1988 y las negociaciones durante los siguientes años llevaron a la decisión de la Corte de Justicia Internacional en 1994, la cual garantizaba a Chad la soberanía sobre la franja de Aouzou, efectivamente acabando así con la ocupación libia.
Sin embargo las rivalidades entre los grupos hadjerai, zaghawa y gorano dentro del gobierno crecieron a finales de los años 1980. En abril de 1989, Idriss Déby, uno de los generales en jefe de Habré y un zaghawa, huyó hacia Darfur en Sudán, desde donde montó una serie de ataques con apoyo zaghawa contra Habré (un gorane). En diciembre de 1990, con ayuda libia y ninguna oposición de las tropas francesas en Chad, las fuerzas de Déby avanzaron exitosamente sobre Yamena. Luego de tres meses de gobierno provisional, el Movimiento de Patriótico de Salvación (MPS) aprobó un fuero nacional el 28 de febrero de 1991 con Déby de presidente.
Durante los siguientes dos años, Déby enfrentó al menos dos intentos de golpes. Las fuerzas del gobierno se enfrentaron violentamente con fuerzas rebeldes, incluyendo el Movimiento para la Democracia y el Desarrollo (MDD), el Comité de la Reactivación Nacional para la Paz y la Democracia (CSNPD), el Frente Nacional Chadiano (FNT) y las Fuerzas Armadas Occidentales (FAO) cerca del lago Chad y en regiones del sur del país. Las primeras demandas francesas para que el país mantuviera una conferencia nacional resultaron en la reunión de 750 delegados representando partidos políticos (legalizados en 1992), el gobierno, uniones de mercado y el ejército para discutir la creación de un régimen democrático pluralista.
Sin embargo, las agitaciones continuaron en parte por las matanzas a gran escala de civiles al sur de Chad. La CSNPD, dirigida por Kette Moise y otros grupos del sur llegaron a un acuerdo de paz con las fuerzas del gobierno en 1994, el cual fue roto más tarde. Los nuevos grupos, las Fuerzas Armadas para la República Federal (FARF) lideradas por el ex aliado de Kette, Laokein Barde, el Frente Democrático para la Renovación (FDR) y un reformulado MDD se enfrentaron con las fuerzas del gobierno entre 1994 y 1995.
Diálogos con oponentes políticos a principios de 1996 no resultaron muy bien, pero Déby anunció su intento de mantener las elecciones presidenciales en junio. Déby ganó las primeras elecciones presidenciales multipartidarias del país con apoyo en la segunda vuelta del líder opositor Kebzabo, derrotando al general Kamougue (líder del golpe de Estado de 1975 contra Tombalbaye). El partido MPS de Déby ganó 63 de 125 asientos en las elecciones legislativas de enero de 1997. Observadores internacionales notaron numerosas irregularidades de gravedad en los procedimientos de las elecciones presidenciales y legislativas.
Hacia mediados de 1997 el gobierno firmó un acuerdo de paz con la FARF y los líderes del MDD y lograron retirar los grupos de sus bases en la República Centroafricana y Camerún. Los acuerdos fueron también pactados con rebeldes del Frente Nacional para Chad (FNT) y el Movimiento para la Justicia Social y Democracia en octubre de 1997. Sin embargo la paz duró poco y los rebeldes de la FARF se enfrentaron a las fuerzas del gobierno, finalmente rindiéndose en mayo de 1998. Barde fue asesinado durante los enfrentamientos al igual que muchos otros suereños, en su mayoría civiles.
A partir de octubre de 1998, rebeldes Movimiento Chadiano para la Justicia y la Democracia (MDJT), liderados por Youssuf Togoimi hasta su muerte en septiembre de 2002, habían tenido conflictos con las tropas del gobierno en la región de Tibesti resultando en la muerte de cientos de civiles, soldados y rebeldes pero con pocos avances en alguna dirección. Ninguna otra fuerza de oposición surgió en otras regiones de Chad, a pesar de que Kette Moise montara una operación local en pequeña escala cerca de Moundou, la cual fue rápida y violentamente suprimida por las fuerzas del gobierno a finales de 2000.
Durante mediados de los años 1990 Déby restauró gradualmente parte de las funciones básicas del gobierno y entró en un acuerdo con el Banco Mundial y el FMI para llevar a cabo sustanciales reformas económicas. La explotación de petróleo en la región del sur de Doba comenzó en junio de 2000 con aprobación de la Junta del Banco Mundial para financiar una pequeña porción de un proyecto destinado del crudo chadiano mediante una tubería de distribución de 1000 kilómetros a través de Camerún hacia el Golfo de Guinea. El proyecto estableció mecanismos únicos para el Banco Mundial, sectores privados, el gobierno y la colaboración de la sociedad civil para garantizar que futuros ingresos del petróleo beneficiaran las poblaciones locales para reducir la pobreza. El éxito del proyecto dependerá de intensivos esfuerzos de monitoreo que aseguren que todas las partes mantienen los compromisos pactados. 
Déby ganó un inexacto 63% en la primera vuelta de las elecciones presidenciales de mayo de 2001 luego de que las elecciones legislativas fueran aplazadas hasta la primavera de 2002. Habiendo acusado al gobierno de fraude, seis líderes opositores fueron arrestados (en dos ocasiones) y un activista de un partido de oposición fue asesinado tras el anuncio de los resultados electorales. Sin embargo, a pesar de las declaraciones de corrupción en el gobierno, favoritismo de Zaghawas y abusos de las fuerzas de seguridad, las llamadas a huelgas generales y manifestaciones de partidos de oposición y sindicatos laborales no resultaron exitosas. A pesar del movimiento hacia la reforma democrática el poder se mantiene en manos de una oligarquía de una etnia norteña.

### Guerra contra Sudán (2005 - 2010)
La guerra contra Sudán empezó oficialmente el 23 de diciembre de 2005 cuando el gobierno de Chad le declaró la guerra y realizó un llamamiento a los ciudadanos de Chad para que se movilizaran contra el “enemigo común”, los militantes del RDL, respaldados por el gobierno de Sudán y la milicia sudanesa. Las milicias atacaron los pueblos y ciudades del este de Chad, robaron ganado, asesinaron a los ciudadanos y quemaron casas. Más de 200 000 refugiados de la región de Darfur, en el noroeste, pidieron asilo en el este. El presidente de Chad, Idriss Déby, acusó al presidente d e Sudán, Omar Hasan Ahmad al-Bashir de tratar de “desestabilizar nuestro país, conducir al pueblo a la miseria, crear desorden y exportar la guerra desde Darfur a Chad”.
Un ataque a la ciudad de Adre, junto a la frontera con Sudán, causó la muerte de unos cien rebeldes, como dijeron casi todas las agencias de noticias, o de trescientos, como dijo la CNN. El gobierno sudanés recibió fuertes críticas por este ataque, el segundo en esta región en tres días, pero el portavoz del ministerio de asuntos extranjeros sudanés, Jamal Mohammed Ibrahim rechazó que Sudán tuviera nada que ver: “No tratamos de agravar el conflicto con Chad. Tećnicamente rechazamos tener nada que ver con los asuntos internos de Chad”. Este ataque fue la gota que colmó el vaso, y condujo a la declaración de guerra y al supuesto despliegue de las fuerzas aéreas chadianas en el espacio aéreo sudanés.
Chad consiguió rechazar un ataque a Yamena el 13 de abril de 2006 (Batalla de Yamena). El presidente declaró en la radio nacional que la situación estaba bajo control, pero algunos residentes, diplomáticos y periodistas informaron de que habían oído disparos.
El 25 de noviembre de 2006, los rebeldes capturaron la ciudad de Abéché, capital del departamento de Ouaddai y centro de ayuda humanitaria de la región de Darfur en Sudán. El mismo día, otro grupo rebelde, Unión de Fuerzas Democráticas, capturó Biltine. El 26 de noviembre de 2006 el gobierno chadiano aseguró haber recapturado ambas ciudades, aunque los rebeldes también dijeron que controlaban Biltine. Los edificios gubernamentales y las oficinas de ayuda humanitaria en Abeche fueron saqueadas. El gobierno chadiano rechazó una advertencia de la embajada francesa en Yamena, según la cual un grupo de rebeldes se dirigían a la prefectura de Batha, en la zona central de Chad. Chad insiste en que ambos grupos rebeldes están apoyados por el gobierno sudanés

### Escándalo internacional del orfanato
Casi 100 niños en el centro de un escándalo internacional que los dejó varados en un orfanato en el remoto este de Chad regresaron a casa después de casi cinco meses el 14 de marzo de 2008. Los 97 niños fueron sacados de sus hogares en octubre de 2007 por una entonces oscura organización benéfica francesa. , Zoé's Ark, que afirmaba que eran huérfanos de la región de Darfur devastada por la guerra en Sudán.

### Ataque rebelde en Ndjamena
El viernes 1 de febrero de 2008, los rebeldes, una alianza opositora de los líderes Mahamat Nouri, exministro de Defensa, y Timane Erdimi, sobrino de Idriss Déby, quien fue su jefe de personal, atacaron la capital chadiana de Ndjamena, incluso rodeando la Casa Presidencial. Palacio. Pero Idris Deby con las tropas gubernamentales se defendió. Las fuerzas francesas transportaron municiones para las tropas del gobierno chadiano, pero no tomaron parte activa en la lucha. La ONU ha dicho que hasta 20.000 personas abandonaron la región y se refugiaron en las cercanías de Camerún y Nigeria. Cientos de personas murieron, en su mayoría civiles. Los rebeldes acusan a Deby de corrupción y malversación de millones en ingresos petroleros. Si bien muchos chadianos pueden compartir esa evaluación, el levantamiento parece ser una lucha de poder dentro de la élite que ha controlado Chad durante mucho tiempo. El gobierno francés cree que la oposición se ha reagrupado al este de la capital. Déby ha culpado a Sudán por los disturbios actuales en Chad.

### Intervencionismo regional
Durante la era Déby, Chad intervino en conflictos en Malí, República Centroafricana, Níger y Nigeria. En 2013, Chad envió 2000 hombres de su ejército para ayudar a Francia en la Operación Serval durante la Guerra de Malí. Posteriormente, en el mismo año, Chad envió 850 tropas a la República Centroafricana para ayudar en la operación de mantenimiento de la paz MISCA, esas tropas se retiraron en abril de 2014 tras denuncias de violaciones de derechos humanos. Durante la insurgencia de Boko Haram, Chad envió tropas varias veces para ayudar en la lucha contra Boko Haram en Níger y Nigeria.
En agosto de 2018, combatientes rebeldes del Consejo de Mando Militar para la Salvación de la República (CCMSR) atacaron a las fuerzas gubernamentales en el norte de Chad. Chad experimentó amenazas de yihadistas que huían del conflicto libio. Chad había sido un aliado de Occidente en la lucha contra los militantes islamistas en África Occidental. En enero de 2019, después de 47 años, Chad restableció relaciones diplomáticas con Israel. Se anunció durante una visita a N'Djamena del primer ministro israelí, Benjamin Netanyahu.

## Después de Idriss Déby (2021-presente)
En abril de 2021, el ejército de Chad anunció que el presidente Idriss Déby había muerto a causa de sus heridas tras los enfrentamientos con los rebeldes en el norte del país. Idriss Deby gobernó el país durante más de 30 años desde 1990. También se anunció que un consejo militar dirigido por el hijo de Déby, Mahamat Idriss Déby, un general de cuatro estrellas de 37 años, gobernará durante los próximos 18 meses.